# Чудовская спичечная фабрика
Чудовская спичечная фабрика — закрытое производство спичек в Чудово Новгородской области, Россия. Завод основан в 1877 году шведским промышленником Лундбергом и проработал до 2012 года.

## История
В 1877 году шведский промышленник А. Ф. Лундберг выкупил у чудовского помещика Сухова столярную мастерскую на берегу реки Кересть и организовал на её базе производство так называемых «шведских» (то есть безопасных) спичек. Этому способствовало как наличие вокруг Чудово обширных лиственных лесов, поставлявших сырьё, так и деревень, откуда нанимали дешёвую рабочую силу — безземельных крестьян. Немалым подспорьем было и соседство с железнодорожной станцией. Производство было механизировано лишь частично — станками разделывали древесину, сушили соломку и макали её в раствор для формирования серных головок, производством коробков же занимались рабочие-надомники. Несколькими годами позднее, когда надомного труда стало не хватать для обслуживания потребностей молодого производства, на фабрике был наконец организован коробкоклеильный цех, где трудились в основном дети.
Дела у фабрики шли плохо, и в 1890 году Лундберг, не выдержав конкуренции с находившейся в соседнем Грузино фабрикой Лапшина, славившегося агрессивным ведением дел, продал чудовскую фабрику, получившую название «Солнце», Ядвиге Поплавской, которая, в свою очередь в 1899 году передала управление своим сыновьям Витольду и Иосифу. Те в 1910 году продали фабрику паевому товариществу с уставным капиталом в 200 000 рублей, состоявшему из братьев Вавиловых, Яковлевых, Герасимовых и других. При этом спрос на чудовские спички был ниже, чем на спички лапшинских фабрик, а начавшаяся в 1914 году Первая мировая война и пришедший за ней экономический упадок и вовсе чуть было не похоронили предприятие. Начались переговоры о продаже фабрики Лапшину и объединении чудовской и грузинской фабрик, но с наступлением 1917 года они были остановлены. Во время Февральской революции на спичечной фабрике, наряду с другими предприятиями города, был сформирован рабочий комитет, рабочие участвовали в революционных демонстрациях.
После Октябрьской революции фабрика была национализирована; в конце 1917 года в Новгородской губернии было образовано управление спичечной промышленности, взявшее в начале 1918 года под своё управление шесть спичечных фабрик Лапшина и фабрику «Солнце». Положение на Чудовской фабрике в 1918 году было тяжёлым: хотя благодаря имевшимся на складах запасам сырья фабрика продолжала производить спички и свечи, востребованные населением, денег на выплату зарплат работникам не хватало — вместо товарно-денежного всё чаще осуществлялся натуральный обмен. Поэтому рабочие получали в счёт зарплат продукцию, которую уже самостоятельно были вынуждены обменивать на деньги и продукты. Несмотря на это, недостатка рабочих рук не наблюдалось — фабрика оставалась единственным действующим предприятием в городе, куда стремились попасть на работу. Для исправления ситуации в Чудово были командированы квалифицированные рабочие из Грузино, организован фабричный комитет, взявший на себя руководство фабрикой; во главе комитета встал заведующий производством Василий Боев. Было налажено снабжение рабочих самым необходимым, улучшена организация труда; как результат, к концу 1919 года Чудовская фабрика смогла отправить несколько вагонов спичек в Петроград на нужды Красной армии.
В следующие несколько лет шло возрождение чудовской фабрики: налаживались поставки сырья, улучшались квалификация и быт рабочих. Такое внимание спичечным производствам оказывалось по причине того, что советское руководство планировало продавать спички за границу для получения валюты. 5 ноября 1922 года решением собрания работников Чудовская спичечная фабрика «Солнце» была переименована в «Пролетарское знамя», на фабрике на тот момент работало 400 человек в 2 смены. Тогда же первые образцы спичек из Чудово были разосланы по всем советским торговым представительствам, и в скором времени пошли заказы. В том же году продукция Чудовской спичечной фабрики получила первый приз выставки в Нью-Йорке. В 1930 году объём выпуска спичек в Чудово был в 2,5 раза выше, чем до революции. В апреле 1934 года согласно постановлению СНК СССР все спичечные фабрики должны были улучшить оформление спичечных коробков, с этого момента в Чудово выпускались также и сувенирные спички.
В ходе Великой Отечественной войны Чудово было оккупировано силами вермахта. В 1944 году город был освобождён, но фабрика оказалась полностью разрушена. Восстановление фабрики велось силами сотрудников предприятия и завершилось в начале 1949 года — 10 марта состоялось торжественное открытие производства. Помимо восстановления уже имевшихся станков были смонтированы полученные по репарациям станки Voith. В том же году было произведено 140 тысяч ящиков спичек, а в следующем — втрое больше, при увеличении числа сотрудников в два раза. В 1950-х годах чудовские спички стали экспортироваться как в страны СЭВ, так и в капиталистические Бельгию и Англию.
В 1978 году был открыт новый производственный корпус, оснащённый отечественным оборудованием. В результате выпуск продукции за 1982 год составил 1 127 000 ящиков спичек, в каждом из которых было по тысяче коробков. В 1985 году часть оборудования была заменена на импортное, что обеспечило увеличение объёма выпуска продукции. В 1986 году на берегу Волхова был построен профилакторий для сотрудников завода, а в городе из лёгких металлических конструкций соорудили спортзал. При заводе действовала столовая, открытая для посещения всем жителям. В 1988—1990 годах Чудовская спичечная фабрика принимала участие в строительстве совместного советско-финляндского фанерного завода Чудово-RWS.
После распада СССР спичечная фабрика была приватизирована и стала Акционерным обществом открытого типа «Солнце», 54 % акций стало принадлежать ЗАО «Новгородлеспром». В 1997 году предприятие стало сотрудничать со шведской компанией Swedish Match — шведы поставляли в Чудово бывшее в употреблении оборудование, закупали у фабрики спичечную соломку. При этом из-за работы на устаревшем оборудовании качество чудовских спичек не удовлетворяло требованиям международного рынка. В 2001 году в сотрудничестве со Swedish Match была запланирована к запуску линия по производству спичечной соломки на правах совместного предприятия. При этом спрос на спички и их цена на внутрироссийском рынке падали по целому ряду причин. Совместное производство со Swedish Match не состоялось, и в 2002 году на фабрике полностью сменилась команда управленцев. В 2003 году фабрика договорилась с датской компанией Price Wise Group о строительстве линии по производству топливных брикетов из древесных отходов спичечного производства. 11 сентября 2003 года на складе готовой продукции произошёл пожар.
К началу 2004 года предприятие накопило долги по зарплате сотрудникам и в конечном итоге в мае «Солнце» было выкуплено сосновоборским концерном «Титан», выплатившим за фабрику долг в 4 000 000 рублей. Новый управленческий аппарат вывел предприятие из кризиса, и в первом полугодии 2004 года оно увеличило как выпуск продукции так и зарплаты сотрудникам. В 2005 году акционерное общество «Солнце» было реорганизовано в ЗАО «Русская спичка». При этом спичечная отрасль в целом сокращалась в связи с появлением более удобных способов добычи огня. Эксперты лесопромышленной отрасли в 2006 году прогнозировали банкротство чудовской фабрики в ближней перспективе. В 2010 году в Чудово на мощностях фабрики запустили производство древесных брикетов, при этом выпуск спичек постепенно сошёл на нет; осталось только производство спичечной соломки. Но и оно просуществовало недолго — в 2012 году фабрика была остановлена и признана банкротом.
На 2019 год территория фабрики пустовала, Агентство развития Новгородской области безуспешно пыталось найти арендаторов или покупателей на недвижимость. При этом история фабрики продолжает привлекать внимание краеведов, проводятся выставки и открытые уроки.

## Описание
Территория фабрики находится в городе Чудово Новгородской области, адрес — Молодогвардейская улица, дом 3 и занимает площадь 11,39 га. Площадь административных помещений составляет 7430 м², производственных — 10 690 м², складских — 13 550 м². Имеется подъездной железнодорожный путь на станцию Чудово-Московское.